# Вриштећа лобања
Вриштећа лобања (енгл. Screaming skull) је врста паранормалних феномена. Легенда о вриштећим лобањама се може пронаћи само у Енглеској. У готово свим деловима Енглеске се може пронаћи барем једна прича о вриштећим лобањама.
Када лобања која је наводно вриштећа лобања буде изнесена са места где се налази онда се наводно појављују паранормалне појаве. Најчешће људи чују вриштање које није људско. То се дешава све док се лобања не врати на место одакле је и узета. Наводно особа која је лобању узела умреће у року од годину дана.